# دایانا اسانا
دایانا اُسانا (انگلیسی: Diana Ossana؛ زادهٔ ۲۴ اوت ۱۹۴۹) فیلم‌نامه‌نویس و تهیه‌کننده اهل ایالات متحده آمریکا است.
وی بابت نگارش فیلم‌نامهٔ کوهستان بروکبک برنده جوایز گوناگونی همچون جایزه اسکار بهترین فیلم‌نامه اقتباسی، جایزهٔ بفتا و جایزه گلدن گلوب شده است.